# Nymphargus armatus
Nymphargus armatus é uma espécie de anfíbio anuro da família Centrolenidae. Está presente na Colômbia. A UICN classificou-a como em perigo crítico.